# 苏苏亚河
苏苏亚河（羅馬化：Reka Susuya），日称铃谷川（日语：／ Susuya-gawa），是萨哈林州南萨哈林斯克市区的河流，源起米粗尔山脉，长83公里，流域面积823平方公里，注入阿尼瓦湾。名称来源于阿伊努语的“сусу（通道）”和“я（岩岸）”。